# 紙飛行機 (THE BOOMの曲)
「紙飛行機」は、日本の音楽グループであるTHE BOOMのシングル。

## 解説
1999年12月31日に大阪城ホールにて行われたカウントダウンライブ「“COUNT DOWN LIVE 1999-2000”」で販売された「開運ミレニアム福袋」に特別プレゼントCDとして封入された。
歌詞はボーカル宮沢が連載していた雑誌『セイフティ・ブランケット』での掲載でオリジナルのものが確認できる。また、1993年2月25日から行われたTHE BOOMのツアー「気に入った曲ができたから」で初めて演奏された。
激しいロックチューンであり、ライブで演奏される事はあるものの、他のCDに収録されておらず、試聴困難であったが、解散ライブ「THE BOOM FINAL」グッズとして復刻版が発売された。

## 収録曲
1. 紙飛行機
作詞・作曲：宮沢和史